# 豊田市立中金小学校
豊田市立中金小学校（とよたしりつ なかがねしょうがっこう）は、愛知県豊田市中金町にある公立小学校。

## 概要
- 校区は城見町、中金町、中切町、野口町、芳友町であり、公立中学校に進学する場合は豊田市立石野中学校へ進学する[1]。
- 豊田市の小規模特認校に指定されており、一部は豊田市内の別の校区から転入学してきた児童である[2]。

## 沿革
中金小学校の創立年は1875年（明治8年）である。これは野口学校として独立した年である。ここではそれ以前についても記述する。
- 1873年（明治6年）11月 - 野口村に東広瀬学校野口分教場を設置する。
- 1875年（明治8年）12月 - 野口学校として独立する。
- 1876年（明治9年）12月 - 校舎を新築し、移転する。中金村に中金分教場を設置する。
- 1884年（明治17年）7月 - 中金分教場が尋常小学中金学校として独立する。野口学校は廃校となり、尋常小学中金学校に統合される。
- 1887年（明治20年）4月 - 東広瀬学校を統合する。東広瀬分教場を設置する。
- 1887年（明治22年）
  - 4月 - 尋常小学中野学校に改称する。
  - 10月1日 - 中切村、野口村、小白見村、中金村、室村、山路村、椿村が合併し、中野村が発足する。
- 1892年（明治25年）
  - 4月 - 中野尋常小学校に改称する。
  - 5月 - 東広瀬分教場が石下瀬尋常小学校として独立する。
- 1906年（明治39年）7月1日 - 石下瀬村、中野村、七重村と富貴下村の一部（松峯、押沢、藤沢、富田）が合併し、石野村が発足する。
- 1907年（明治40年）1月 - 石野第二尋常小学校に改称する。
- 1912年（大正元年）12月 - 現在地に校舎を新築し、移転する。
- 1916年（大正5年）4月 - 高等科を設置し、石野第二尋常高等小学校に改称する。
- 1941年（昭和16年）4月1日 - 石野村立中金国民学校に改称する。
- 1947年（昭和22年）4月1日 - 石野村立中金小学校に改称する。
- 1955年（昭和30年）3月1日 - 保見村と石野村が猿投町に編入される。同時に猿投町立中金小学校に改称する。
- 1957年（昭和32年） - 校舎を新築する。
- 1967年（昭和42年）4月1日 - 猿投町が豊田市へ編入される。同時に豊田市立中金小学校に改称する。

## 交通アクセス
- とよたおいでんバス【8系統　さなげ・足助線】「東中金」バス停より徒歩すぐ。

## 周辺施設
- 豊田市立中金こども園
- 旧・名鉄三河線西中金駅
- 中京ゴルフ倶楽部　石野コース
- ゴルフクラブ大樹　豊田コース